# Carambe
Carambe (em grego clássico: Κάραμβις) foi uma antiga cidade grega da clássica Paflagônia, em um promontório com o mesmo nome. A cidade é mencionada no Périplo de Pseudo-Cílax (sob o nome de Caramo) e por Plínio, o Velho. A cidade é mencionada como Carambas na Tabula Peutingeriana.
O promontório agora é conhecido como Kerempe Burnu, localizado perto de Fakas, na Anatólia.